# Bò N'Dama
Bò N'Dama là một giống bò từ Tây Phi. Các tên khác của giống bò này bao gồm Boenca hoặc Boyenca (Guinea-Bissau), Fouta Jallon, Fouta Longhorn, Fouta Malinke, Futa, Malinke, Mandingo (Liberia) và N'Dama Petite (Sénégal). Có nguồn gốc ở vùng cao nguyên Guinea, chúng cũng được tìm thấy ở miền nam Sénégal, Guinea-Bissau, Gambia, Mali, Bờ Biển Ngà, Liberia, Nigeria và Sierra Leone. Chúng là trypanotolerant, cho phép chúng được nuôi trong các khu vực bị nhiễm khuẩn ruồi xê xê. Giống bò này cũng chứng mình sức đề kháng cao của chúng đối với ve và các bệnh mà ve mang theo và sâu hại của Haemonchus contortus.
Vào thế kỷ XIX, N'Dama được nhập khẩu vào đảo Caribê của Saint Croix từ Sénégal, và sau đó lai giống với bò Poll đỏ để tạo thành giống bò Senepol.

## Sinh sản
Tuổi sinh bê đầu tiên là 3,5 năm ở Thượng Casamance và thấp hơn một chút ở Hạ và Trung Casamance. Khoảng cách sinh bê là 16 đến 17 tháng ở Trung và Thượng Casamance và khoảng 19 tháng. Ở Hạ Casamance có đến 80% sinh bê diễn ra trong sáu tháng cuối năm. Tỷ lệ phá thai là 10 đến 20%, khiến tỷ lệ sinh bê trung bình là 56%. Bê được cai sữa khoảng 12 tháng và thiến khi nó khoảng ba năm. Tỷ lệ tử vong hàng năm là 12% tổng số lượng, với 30% cho bê dưới một tuổi, 15% cho con non từ một đến hai tuổi, 5% cho con non từ hai đến ba tuổi và 2% đối dê trưởng thành.